# Das Mordschloß
Das Mordschloß ist ein Märchen (ATU 311, 955). Es stand in den Kinder- und Hausmärchen der Brüder Grimm nur in der 1. Auflage von 1812 an Stelle 73 (KHM 73a).

## Inhalt
Eine Schuhmacherstochter lässt sich während der Abwesenheit ihres Vaters von einem gutgekleideten Herrn auf sein Schloss führen. Als er am nächsten Tag geschäftlich verreisen muss, stellt er ihr alle Schlüssel zur Verfügung, damit sie sich im Schloss umschauen kann. Bei ihrem Rundgang trifft sie schließlich im Keller auf eine alte Frau, die menschliche Därme verarbeitet. Vor Schreck fällt der Schuhmacherstochter der Kellerschlüssel in ein Becken mit Blut, wodurch sie sich gegenüber dem Schlossherrn verdächtig macht. Die Alte hilft ihr daraufhin, auf einem Heuwagen zu fliehen. Sie gelangt auf diese Weise auf ein anderes Schloss, wo sie gut aufgenommen wird und dem dortigen Schlossherrn ihre Entdeckung anvertrauen kann. Bei einem Fest, das der rechtschaffene Schlossherr wenig später gibt, kann der Herr des Mordschlosses schließlich mit Hilfe der Schuhmacherstochter überführt werden und kommt ins Gefängnis. Die Schuhmacherstochter bekommt sein Vermögen übertragen und heiratet den Sohn des guten Schlossherrn.

## Stilistische Besonderheiten
Das Mordschloss unterscheidet sich von den anderen Fassungen in zwei besonders eindrucksvollen Dialogen: Auf der Kutschfahrt zum Schloss spricht der Mörder:
der Mond scheint so hell, ('t maantje schynt zo hel,)
meine Pferdchen laufen so schnell, (myn paardtjes lope zo snel,)
süß Lieb, reut dichs auch nicht? (soete liefje rouwt 't uv niet?)
Im Keller sagt die Alte Frau: „Ich schrappe Därme, mein Kind, morgen schrapp ich eure auch.“

## Herkunft
Die Brüder Grimm bekamen das Märchen wohl 1811 von der Niederländerin A. C. F. de Kinsky, einer Freundin Lotte Grimms. Es ähnelt sehr Charles Perraults Blaubart, weswegen sie es ab der 2. Auflage durch das Tiermärchen Der Wolf und der Fuchs ersetzten. Verwandt sind auch Fitchers Vogel und Der Räuberbräutigam.
Grimms Anmerkung vergleicht noch das Totenreiterlied in Gottfried August Bürgers Lenore (auch in Brentanos Wunderhorn, Bd. 2, Nr. 19) und gibt den niederländischen Originaltext des Märchens wieder, den Jacob Grimm offenbar wörtlich übersetzt hatte.

## Vergleiche
Vgl. Die Geschichte des dritten Bettelmönchs aus 1001 Nacht. Vgl. in Giambattista Basiles Pentameron II,8 Die kleine Sklavin, IV,6 Die drei Kronen. Vgl. Die drei Bräute und Das goldene Ei in Ludwig Bechsteins Deutsches Märchenbuch von 1845. Siehe auch Blaubart.
In Angela Carters Blaubart-Erzählung Blaubarts Zimmer heißt der Ort auch „Mordschloß“.